# Пендюрина, Людмила Петровна
Людми́ла Петро́вна Пендю́рина (род. 13 сентября 1953 года, Каменск-Шахтинский, Ростовская область, СССР) — советский и российский историк философии и культуролог. Доктор философских наук, профессор.

## Биография
Родилась 13 сентября 1953 года в городе Каменск-Шахтинский Ростовской области.
В 1975 году окончила философский факультет Ростовского государственного университета.
В 1975-1986 годах преподавала на кафедре философии Шахтинского филиала Новочеркасского политехнического института.
В 1978 году поступила в аспирантуру философского факультет Ростовского государственного университета, которую окончила в 1982 году.
В том же году защитила диссертацию на соискание учёной степени кандидата философских наук по теме «Функции культуры как философская проблема»
С 1986 по 1996 годы возглавляла кафедру общественных наук для иностранных студентов Ростовского медицинского института. Также в это время преподавала в Ростовском государственном педагогическом университете.
В 1996—2016 годах — профессор кафедры истории философии факультета философии и культурологии Южного федерального университета.
В 2009 году защитила диссертацию на соискание учёной степени доктора философских наук по теме «Идеи индийской философской традиции в западной духовной культуре (XIX—XX вв.)». Специальность 24.00.01 «Теория и история культуры». Научный консультант — доктор философских наук, профессор Е. В. Золотухина.
С 2016 года — профессор кафедры философии и мировых религий Донского государственного технического университета.

## Научные труды
- Пендюрина Л. П. Шри Ауробиндо. — М.- Ростов-на-Дону: Издательский центр «МарТ», 2005. — 125 с.
- Пендюрина Л. П. Идеи индийской философской традиции в западной духовной культуре (XIX—XX в.в.). Монография). — М., Кредо, 2007. — 188 с.

- Пендюрина Л. П. Статьи: Буддизм, Дао, Даосизм, Индийская философия, Индуизм, Инь и Ян, Китайская философия, Конфуцианство, Чань-буддизм, Апатия, Апории Зенона, Атараксия, Идея, Калокагатия, Катарсис, Логос, Майевтика, Мимесис, Нус, Силлогизм, Софизм, Энтелехия, Аксиология, Философия и обыденное сознание, Философия и искусство, Философии функции, Мировоззрение, Культуры де-градация, Культуры динамика, Культуры девальвация // Философия. Краткий тематический словарь / Под ред. Т. П. Матяш, В. П. Яковлева. — Ростов-на-Дону, 2001.

- Пендюрина Л. П. Функции культуры // Известия Северо-Кавказского научного центра высшей школы Общественные науки. — Ростов Н/Д, 1981. — № 3. — С. 7-10.
- Пендюрина Л. П. Идеи индийской философии и трансперсональная психология // Российский психологический журнал. — 2007. — Т. 4. — № 2. — С. 8-17.
- Пендюрина Л. П. Мистицизм и наука в современной западной культуре // Вестник Московского государственного университета культуры и искусств. — 2007. — № 5. — С. 40-44.
- Пендюрина Л. П. «Западный индуизм»: ашрамы и идеи // Культура народов Причерноморья. — 2007. — № 106. — С. 160—163.
- Пендюрина Л. П. Идеи индийской философии и социальные практики Запада // Известия высших учебных заведений. Северо-Кавказский регион. Общественные науки. — 2008. — № 2. — С. 3-6.
- Пендюрина Л. П. Творчество Кришнамурти и диалог культур // Гуманитарные и социально-экономические науки. 2008. № 2. С. 110—113.
- Пендюрина Л. П. Идея как паттерн: к вопросу о подходах к изучению культуры // Гуманитарные и социально-экономические науки. — 2008. — № 3. — С. 114—117.
- Пендюрина Л. П. К вопросу о различии между западной и восточной культурой // Вестник Московского государственного университета культуры и искусств. — 2008. — № 3.
- Пендюрина Л. П. Движение «Нью Эйдж» и трансформация общественного сознания // Известия высших учебных заведений. Северо-Кавказский регион. Общественные науки. — 2008. — № 4.
- Пендюрина Л. П. Джидду Кришнамурти и проблема человека в современной западной культуре // Учёные записки Таврического национального университета им. В. И. Вернадского. Серия «Философия. Социология». — Т. 21 (60). — № 1. — 2008. — С. 59-64.

- Пендюрина Л. П. О возможности интеллектуального познания в буддизме // Материалы Смирновских чтений. — М., 1997
- Пендюрина Л. П. Семья в структуре общественных отношений в Японии // Научно-теоретическая конференция «Первые межрегиональные научные чтения по актуальным проблемам социальной истории и социальной работе». Тезисы докладов и сообщений 25-26 мая 2000 г. — Новочеркасск, 2000.
- Пендюрина Л. П. Русская философия и идеи Востока // Новая Россия: духовность, гражданственность, возрождение. Материалы всероссийской конференции 29-31 мая 2000 года. Краснодар, 2000.
- Пендюрина Л. П. Место логики в философии школ буддизма // Современная логика: проблемы теории, истории и применения в науке. — СПб., 2000.
- Пендюрина Л. П. К вопросу о понимании свободы личности в восточной и запад-ной религиозно-философской традиции // Религия в изменяющейся России. Тезисы докладов Российской научно-практической конференции (22-23 мая 2002 г.). Т.1. — Пермь, 2002.
- Пендюрина Л. П. Разум и проблема смысла жизни в восточной и западной философской традиции // Рациональное и внерациональное: грани проблемы (сборник статей). — Ростов-на-Дону, 2002.
- Пендюрина Л. П. Особенности восприятия текста // Социально-гуманитарное знание: практический аспект. Материалы конференции. — Ростов-на-Дону, 2005.
- Пендюрина Л. П. Особенности трансляции идей в западной и восточной культурах // Первый Российский культурологический конгресс (Санкт-Петербург. 25-29 августа. 2006). — СПб., 2006.
- Пендюрина Л. П. Философия Древней Индии // История философии. Для студентов вузов Ростов-на-Дону. 2006. С.
- Философия Древнего Китая // История философии. Для студентов вузов. Ростов-на-Дону, 2006.
- Пендюрина Л. П. Философия современного Востока (неоиндуизм) // История философии. Для студентов вузов. — Ростов-на-Дону, 2006.
- Пендюрина Л. П. Адаптация идей индийской философии в западной культуре Архивная копия от 26 октября 2020 на Wayback Machine // Четвертые Торчиновские чтения. Философия, религия и культура стран Востока. Материалы научной конференции 7-10 февраля 2007 г. / Сост. и отв. ред. С. В. Пахомов.— СПб.: Издательство Санкт-Петербургского университета, 2007. — С. 658—663. ISBN 978-5-288-04523-3
- Пендюрина Л. П. Трансперсональная концепция Кена Уилбера и идеи индийской философии // Человек в современных философских концепциях. Материалы Четвертой международной конференции. Волгоград, 28-31 мая 2007 г. В 4 т. Т.3. — Волгоград, 2007. — С. 545—549.
- Пендюрина Л. П. Социальные практики как возможность межкультурной комму-никации: адаптация новых религий в странах Запада //Коммуникация в современной парадигме социального и гуманитарного знания. Аннотация выступлений на 4-й Международной конференции РКА «Коммуникация — 2008». — М., 2008.
- Пендюрина Л. П. Социальные практики и межкультурные коммуникации // Альманах современной науки и образования. — № 6 (13) 2008. — Ч. I. — Тамбов, 2008. — С. 8-11.
- Пендюрина Л. П. Идеи М. Хайдеггера в контексте Индо-Буддийской традиции // Философия М. Хайдеггера и современность (к 120-летию со дня рождения философа): материалы Междунар. науч. Конф. — Краснодар: Кубанский гос. ун-т, 2010. — 356 с. — 100 экз. — ISBN 978-5-8209-0708-1.
- Пендюрина Л. П. Научные взгляды В. Гейзенберга и мистицизм. Архивная копия от 11 марта 2014 на Wayback Machine // Мистико-эзотерические движения в теории и практике. Проблемы интерпретации эзотеризма и мистицизма: Сб. материалов Третьей международной научной конференции / Под. ред. С. В. Пахомова. — СПб.: РХГА, 2010. — С. 85-91. ISBN 978-5-88812-419-2
- Пендюрина Л. П. Модернизация ведической традиции в философии Шри Ауробиндо // Исторические, философские, политические и юридические науки, культурология и искусствоведение. Вопросы теории и практики. — Тамбов: Грамота, 2012. — № 11 (25): в 2-х ч. Ч. II. — C. 149—152. ISSN 1997-292X.